# Juan Claros de Guzmán (1519-1556)
Juan Claros de Guzmán (Sevilla, 12 de agosto de 1519-Sanlúcar de Barrameda, 24 de enero de 1556), IX conde de Niebla, fue un noble español perteneciente a la casa de Medina Sidonia.

## Biografía
Hijo de Juan Alonso Pérez de Guzmán, VI duque de Medina Sidonia y de Ana de Aragón y Gurrea (hija del arzobispo de Zaragoza Alonso de Aragón y nieta de Fernando el Católico).
Juan Claros nunca llegaría a ser duque de Medina Sidonia ni señor de Sanlúcar pues murió antes que su padre.

## Matrimonio y descendencia
Se casó el 25 de octubre de 1542 con Leonor Manrique de Sotomayor, hija Alonso Francisco de Zúñiga y Sotomayor, IV conde de Belalcázar y de Teresa de Zúñiga y Manrique de Lara, III duquesa de Béjar, condesa de Bañares, II marquesa de Ayamonte y marquesa de Gibraleón.
Fueron padres de:
- Alonso, VII duque de Medina Sidonia.[1]
- María Andrea Coronel de Guzmán, casada con su primo hermano, Francisco Diego López de Zúñiga y Mendoza, VI duque de Béjar.[1]